# Jean-David Ciot
Jean-David Ciot, né le 1er mai 1967 à Rosendaël (Nord), est un homme politique français. Premier secrétaire de la fédération socialiste des Bouches-du-Rhône depuis 2011, il est député de la quatorzième circonscription des Bouches-du-Rhône de 2012 à 2017.

## Biographie
Jean-David Ciot est né en 1967. Il commence sa carrière professionnelle à Paris au sein d’un cabinet international d'expertise comptable et d'audit financier.

### Mandats

#### Maire du Puy-Sainte-Réparade
Il est élu maire de sa commune, Le Puy-Sainte-Réparade en mars 2008, et devient vice-président de la communauté du Pays d'Aix délégué au tourisme. 
Le 23 mars 2014, opposé aux listes UMP de Serge Roatta et divers droite de l'ancien maire Jean-Pierre Bertrand, il est réélu maire du Puy-Sainte-Réparade dès le premier tour, obtenant près de 53 % des suffrages. Au sein de la communauté du Pays d'Aix, il décide de ne pas briguer de vice-présidence, pour ne pas cumuler les mandats, mais prend la délégation à l'enseignement supérieur, la recherche, l'innovation et la santé.
Il est engagé sur la question de la métropole d'Aix-Marseille-Provence. Il a défendu, sur ce dossier, un renforcement des coopérations métropolitaines pour répondre aux enjeux d'avenir qu'il identifie pour les Bouches-du-Rhône. Il s'est opposé à la création d'une métropole centralisée et intégrée et a plaidé pour un Établissement public opérationnel de coopération, aux côtés de l'Union des maires des Bouches-du-Rhône. Avec la création de la métropole en 2016, il devient président du groupe « Agir pour la métropole », groupe d'opposition de centre-gauche au sein de l'hémicycle.
Le 15 mars 2020, il est réélu maire du Puy-Sainte-Réparade pour un troisième mandat, face aux listes menées par Serge Roatta et Jacky Lecuivre

#### Député de la14ecirconscription des Bouches-du-Rhône
Le 17 juin 2012, il est élu député de la 14e circonscription des Bouches-du-Rhône, avec sa suppléante, Noëlle Ciccolini-Jouffret, face à la députée sortante et maire d'Aix, Maryse Joissains-Masini, en obtenant 53,55 % des suffrages exprimés, sur un territoire ayant pourtant très majoritairement voté pour Nicolas Sarkozy (57 % en 2007, 53 % en 2012). Il en devient le premier député de gauche depuis le redécoupage électoral de 1986 et la fin du mandat de Louis Philibert.
À l'Assemblée, il est membre de la commission de la Défense et des Forces armées. Il a été, dans ce cadre, nommé au sein du Groupe de coopération franco-britannique, et désigné membre de la Mission parlementaire sur le Mali. Il est également chargé de suivre l'exécution du traité de Lancaster House, signé en 2010 entre les deux pays.
Il a engagé une démarche législative sur la question des antennes-relais de téléphonie mobile, déposant une proposition de loi sur ce sujet.
En 2017, Jean-David Ciot fait défection au Parti socialiste pour l'élection présidentielle et porte son soutien vers Emmanuel Macron. Il n'obtient cependant pas l'investiture du parti La République en marche ! aux élections législatives de 2017. Il terminera 5e à ces élections avec un score de 8,68 %, pour laisser place à la candidate de LREM, Anne-Laurence Petel.
Il est candidat lors des élections législatives de 2024 pour le Nouveau Front populaire mais il est battu par Gérault Verny (LR-RN).

### Affaires judiciaires
Fin janvier 2013, une information judiciaire contre X pour détournement de fonds publics est ouverte à Marseille concernant les 20 000 euros d'indemnités perçus par M. Ciot lors de son licenciement après neuf années passées au cabinet du président du conseil général, Jean-Noël Guérini. Le 5 mars 2013, il est mis en examen pour recel de détournement de fonds publics.  La justice soupçonne une démission arrangée, destinée notamment à permettre à M. Ciot de se présenter aux législatives en 2012. L'intéressé conteste ces charges, argumentant d'une part sur le caractère administratif, et non pénal, du litige, et, d'autre part, sur la similitude de cette procédure conventionnelle de licenciement avec les procédures existantes dans les organisations privées. 
Le 27 mars 2013, il est renvoyé en correctionnelle, sur ce même dossier, par le juge Duchaine, pour détournement et recel de fonds publics. La procédure cible le versement de 65 529 euros d'indemnités injustifiées versées par le président du conseil général des Bouches-du-Rhône, Jean-Noël Guérini, de mai à décembre 2011. Le 8 décembre 2014, il est relaxé dans cette affaire par le Tribunal correctionnel de Marseille, qui juge que les délits ne sont pas « caractérisés ». Cette décision est confirmée en appel le 13 janvier 2016.

### Fédération socialiste des Bouches-du-Rhône
Le 21 juillet 2011, Jean-David Ciot, présenté comme soutenu par Jean-Noël Guérini, est élu au poste de premier secrétaire départemental du Parti socialiste. Le 15 novembre 2012, il est réélu par une large majorité de militants (72 %) dans un contexte qui le voit opposé à Nathalie Pigamo,. La fédération socialiste des Bouches-du-Rhône est mise sous tutelle peu de temps après. 
En avril 2014, à la suite de la lourde défaite des socialistes marseillais, la tutelle de la fédération socialiste est levée et Jean-David Ciot retrouve l'ensemble de ses prérogatives. Son programme de rénovation, qui s'appuie sur la mise en place d'un laboratoire des idées et de 20 secrétariats fédéraux thématiques, obtient l'unanimité du Conseil fédéral.
En 2018, Jean-David Ciot est vu près de la mairie de Vitrolles avec Sylvie Andrieux, ancienne députée et conseillère régionale lourdement condamnée en correctionnelle en 2014 (jugement confirmé en cassation en 2016) pour détournement de fonds publics, dans le bureau du maire de Vitrolles, Loïc Gachon.